# Rafael Venegas
Rafael Venegas (Caracas, Distrito Capital (Venezuela), Venezuela, 4 de mayo de 1955) es un político venezolano. Actualmente milita en el partido Vanguardia Popular.

## Biografía
N nació el 4 de mayo de 1955. Es Lic. en Letras por la UCV y actualmente cursa Maestría en Estudios Literarios en dicha casa de estudios. Es columnista ocasional del diario Tal Cual, ensayista y redactor de varias tesis programáticas para el Zulia y para el país. Fue Orador de Orden invitado por la Cámara Municipal del Municipio San Francisco, en febrero de 2004, con motivo del 34 aniversario de Bandera Roja. 

## Movimiento de Izquierda Revolucionaria
En 1971 a la edad de 16 años se incorpora a las luchas populares y estudiantiles formando parte de la Juventud del Movimiento de Izquierda Revolucionaria (MIR).
Hace vida en el Movimiento Estudiantil en el Liceo Rafael Urdaneta de la Ciudad de Caracas, donde es electo en dos oportunidades sucesivas como presidente del Centro de Estudiantes de dicha institución educativa (períodos 1972-73 y 1973-74).

## Bandera Roja
En 1973 se separa del MIR para incorporarse a las filas del partido Bandera Roja, desarrollando su actividad política en los Comité de Luchas Populares (CLP), organización política de masas que impulsó dicho partido.

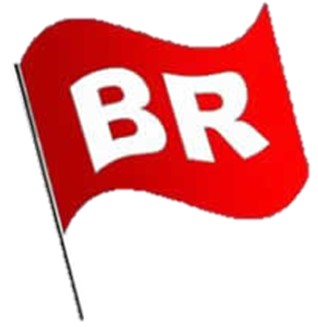
Partido Político Bandera Roja

Se mantuvo en la militancia en Bandera Roja por espacio de 33 años ininterrumpidos ocupando cargos de dirección regional en Caracas y Zulia, miembro del Comité Central, del Comité Político Nacional y del Secretariado Político Nacional, siendo designado como Secretario General adjunto hasta el momento de su separación, en diciembre de 2006.
En 1982 es detenido, junto a un numeroso grupo de dirigentes, siendo recluido en el Cuartel San Carlos como prisionero político por espacio de tres años.
En 1985, luego de recuperar su libertad, se dedica a tiempo completo a la reconstrucción y desarrollo del Movimiento por la Democracia Popular – Bandera Roja (MDP-BR), al impulso del movimiento sindical, vecinal y de profesionales, así como a la construcción de proyectos de unidad de los sectores populares, progresistas y revolucionarios, tales como: La Asamblea Popular de Caracas, el Frente Popular, El Congreso por la Unidad del Pueblo y el Bloque Popular Unitario, siendo estas tres últimas organizaciones desarrolladas a nivel nacional.
En febrero de 1989 se traslada al Estado Zulia con similar propósito, radicándose en esta tierra generosa por espacio de 13 años, hasta que en enero de 2002 asume funciones de dirección ejecutiva del partido en el que militaba, trasladándose nuevamente a Caracas.

## Candidatura Gobernación Edo Zulia
En 1998 asume el compromiso de encarnar la candidatura a la Gobernación del Zulia, con el respaldo de Bandera Roja y el Movimiento Patriótico del Zulia, entre otras organizaciones y dirigentes populares.

## Candidatura Asamblea Nacional
En 1999 fue candidato a la Asamblea Nacional Constituyente.